# Batracomorphus ilioneus
Batracomorphus ilioneus är en insektsart som beskrevs av Knight 1983. Batracomorphus ilioneus ingår i släktet Batracomorphus och familjen dvärgstritar. Inga underarter finns listade i Catalogue of Life.